# 文官任用令
文官任用令（ぶんかんにんようれい、大正2年8月1日勅令第261号）は、日本の文官任用資格に関する勅令。

## 概要
1893年（明治26年）に文官高等試験が定められた。それを文官任用令（明治26年10月31日勅令第183号）として公布した。だが、これは大臣や地方官が天皇に奏請して任命される奏任官の任用制度であり、天皇の勅命で任命される勅任官には適用されず、政党による猟官が激しかった。
政党政治に不信を抱く第2次山縣有朋内閣は、政党の影響を防ぐために文官任用令を全部改正した（明治32年3月28日勅令第61号）。
政党員が官僚に進出するのを防ぐために特別任用以外の勅任官を文官高等試験の奏任官より任用すると試験任用を拡大し、自由任用を制限した。
第1次山本権兵衛内閣が文官任用令を緩和するため、再び全部改正した（大正2年8月1日勅令第261号）。勅任官の特別任用の任用条件を拡大した。
この改正で各省次官、法制局長官、警視総監等は資格がなくとも特別任用が出来ることとなり、 一般の有能な人材を登用する道を開いた。
これは当時護憲運動が活発化し政党の影響力が強くなっていたことから、山本内閣が政党への配慮を示したものである。
規定は要旨、つぎのとおり。
- 判任官 - 判任文官となる者は次の資格の1を有することを要する（第6条）。
  - 中学校または文部大臣においてこれと同等以上であると認めた学校を卒業した者
  - 高等試験令第7条の規定により高等試験予備試験を受けることができる者
  - 専門学校令により法律学、政治学、行政学または経済学を教授する学校において3年の課程を履修し、その学校を卒業した者
  - 普通試験に合格した者
  - 高等試験に合格した者
  - 2年以上文官の職にあった者
  - 4年以上雇員たる者
- 奏任官 - 奏任文官は次の資格の1を有することを要する（第5条）。
  - 高等試験行政科試験に合格した者
  - 高等試験外交科試験に合格し、2年以上外交官または領事官の職にあった者
  - 2年以上判事または検事の職にあった者
  - 裁判所構成法により判事、検事または司法官試補たる資格を有し、2年以上陸軍法務官もしくは海軍法務官、朝鮮総督府もしくは南洋庁の判事もしくは検事、または台湾総督府法院もしくは関東庁法院の判事もしくは検察官の職にあった者。2年以上奏任教官の職にあった者は文部省内の奏任文官に任用することができる。
- 勅任官 - 勅任文官は次の資格の1を有することを要する（第2条、第3条）
  - 文官任用令第5条第1項の定める奏任文官資格を有し、
    - 1年以上勅任文官の職にあった者、または
    - 奏任文官として2年以上高等官3等の職にあった者

  - 文官任用令第5条第1項の定める奏任文官資格を有しないが、
    - 2年以上勅任文官の職にあった者、または
    - 奏任文官として2年以上高等官3等の職にあった者で高等試験委員の銓衡を経て勅任文官とするのに妨げがないと認められた者。
- 陸海軍将官 - それぞれその部内の勅任文官に任用されることができる（第4条）
- 教官、技官、技手 - 教官、技術官、その他特殊な学術技芸を要する文官に任ぜられる者は、高等官は高等試験委員、判任官は普通試験委員を銓衡を経て、教官となるのに妨げがないと認められた者であることを要する。官立学校長となる者も同様の銓衡を経た者であることを要する（第7条）。

1946年（昭和21年）4月1日勅令第194号により廃止された。